# Мар'ївка (Богданівська сільська громада)
Ма́р'ївка — село в Україні, у Богданівській сільській територіальній громаді Павлоградського району Дніпропетровської області. Населення за переписом 2001 року становило 350 осіб.

## Географія
Село Мар'ївка знаходиться на правому березі річки Велика Тернівка, вище за течією на відстані 1 км розташоване село Нова Русь, нижче за течією на відстані 3 км розташоване село Зелена Долина, на протилежному березі - село Кохівка.

## Населення

### Мова
Розподіл населення за рідною мовою за даними перепису 2001 року:
| Мова       | Кількість | Відсоток |
| ---------- | --------- | -------- |
| українська | 234       | 97.91%   |
| російська  | 5         | 2.09%    |
| Усього     | 239       | 100%     |